# 2608 Seneca
För andra betydelser, se Seneca.
2608 Seneca eller 1978 DA är en asteroid i huvudbältet som upptäcktes den 17 februari 1978 av den tyske astronomen Hans-Emil Schuster vid La Silla-observatoriet. Den är uppkallad efter Seneca den yngre.
Asteroiden har en diameter på ungefär 0,9 kilometer och den tillhör asteroidgruppen Amor.